# Rafael Savin
Pour les articles homonymes, voir Savin (homonymie).
Rafael Savin, né le 15 septembre 2000, est un escrimeur français pratiquant le fleuret.

## Biographie
Rafael Savin est médaillé de bronze en fleuret individuel aux Championnats d'Europe 2023 à Plovdiv.
Il remporte la médaille d'argent en fleuret par équipes aux Jeux européens de 2023 à Cracovie, qui font office de Championnats d'Europe pour les épreuves par équipes, ainsi que la médaille d'or par équipe à la coupe du monde de Tokoname en 2023.
Champion de France, premier national, 16e mondial, deuxième français de ce classement et troisième du classement de la sélection nationale lors de la sélection de l'équipe de France de fleuret masculin pour les Jeux olympiques de Paris, le 29 mars 2024, il n'est pas retenu par la FFE, ni pour l'épreuve individuelle ni pour l'épreuve par équipes.

## Palmarès
- Championnats d'Europe
  -  Médaille d’argent par équipes aux Jeux européens de 2023 (faisant office de Championnats d'Europe par équipes) à Cracovie
  -  Médaille d'argent par équipes aux championnats d'Europe 2025 à Gênes
  -  Médaille de bronze en individuel aux Championnats d'Europe 2023 à Plovdiv

- Coupe du monde
  -  Médaille d'or par équipes à la coupe du monde de Tokoname en 2023
  -  Médaille de bronze par équipes à l'épreuve de Tunis en 2024
  -  Médaille de bronze à l'épreuve par équipe de la coupe du monde de Tokyo en 2024

- Championnats de France
  -  Médaille d'or au fleuret individuel en 2023
  -  Médaille d'or au fleuret par équipes en 2024
  -  Médaille d'argent en fleuret par équipes en 2023
  -  Médaille de bronze en fleuret par équipes en 2022